# Abdel Nasser El Nadi
Abdel Nasser El Nadi, även känd som Abu Talal, född 1964,  är styrelseledamot i företaget Vänskapsskolan och tidigare rektor för Safirskolan, tidigare känd som Vetenskapsskolan i Göteborg. År 2019 togs El Nadi i förvar av Säkerhetspolisen som en åtgärd mot islamistisk terrorism, en åtgärd som tillämpats även för flera andra personer inom den svenska islamistmiljön.

## Biografi
El Nadi är aktiv som föreläsare hos Sveriges Förenade Muslimer (SFM). El Nadi sitter i en Sharia-kommittén som drivs av Islamiska Förbundet för Social Utveckling tillsammans med Abo Raad som är imam vid Gävle moské.
Enligt Säkerhetspolisen (Säpo) är El Nadi en huvudman i den våldsbejakande islamistiska miljön i Sverige, och en delförklaring till varför många från Göteborgsområdet sökte sig till terroristsekten Islamiska staten i Syrien. El Nadi har upprepade gånger uttryckt sitt stöd för terrorsekten.
Under 2019 togs El Nadi i förvar av Migrationsverket med Säpo. Enligt uppgift är El Nadi en central figur inom den salafistiska miljön och en terroristrekryterare. Terrorforskaren Magnus Ranstorp kommenterar Säpo:s tillslag med att beskriva El Nadi som en "magnet för extremister". Händelsen är en del i Säpo:s arbete mot islamistisk terrorism.
I november 2019 rapporterade Dagens Nyheter att El Nadi avvikit från sin anmälningsplikt hos polisen.

## Vetenskapsskolan och Safirskolan
Vetenskapsskolan är belägen i stadsdelen Angered i Göteborg och är officiellt ingen konfessionell friskola, men religion har en framträdande roll i undervisningen. År 2018 hade skolan 200 elever i årskurs 4-9. Årskurs 1-3 bedrivs i andra lokaler. Vid Statens skolinspektions besök tillfrågades vad eleverna lärt sig i religionsundervisningen och svaren var "islam, bön och arabiska". Skolverksamheten har varit föremål för kritik från Statens skolinspektion; bland annat ska skolpeng ha utbetalats för barn som befunnit sig utomlands. Enligt P1:s Kaliber är miljön på skolan av salafistisk karaktär, där en bokstavstrogen tolkning av islam råder. Exempelvis får flickor inte leka med pojkar och ska skolas i att vara hemma med barnen.
El Nadi är ägare och rektor för Vetenskapsskolan i Göteborg. I september 2019 bytte skolan namn till Safirskolan. Vetenskapsskolan är registrerad som en icke-konfessionell friskola. Sedan 2013 fram till sommaren 2019 hade skolan fått in cirka 223 miljoner kronor i Skolpeng. El Nadi har tagit ut miljonbelopp från Vetenskapsskolans moderbolag.
En av Vetenskapsskolans ekonomer dömdes 2017 för uppmaning till finansiering av terrorism.
Enligt uppgift har minst fyra IS-krigare som återvänt från Syrien arbetat vid Vetenskapsskolan och sju av skolans anställda har kopplingar till våldsbejakande islamistiska nätverk i Sverige. Skolchef Sven-Erik Berg kommenterade uppgifterna med att skolan har en väldigt tydlig värdegrund.
2019 beslutade Statens skolinspektion att stänga Safirskolan. Sedan 2010 har Statens skolinspektion dragit in tillståndet för 27 skolor, och Safirskolan är sannolikt den största med sina 450 elever.